# 共生音樂節
共生音樂節是台灣自2013年開始舉辦的紀念活動，由陳儀深與二二八關懷總會發起，並與「獨立青年陣線」的青年學生共同主辦，旨在促進社會對二二八事件及轉型正義的認識與理解。

## 緣起
「共生音樂節」的名稱源自學生內部的民主決策，象徵著各族群之間的共生與理解。「共生」一詞的「共」字暗藏二二八三個字，並借鑒了南非族語「Ubuntu」的概念，意指「待人以仁」。音樂節希望大眾能夠回顧歷史、反思正義，最終讓社會能夠理解彼此並共存。
該音樂節首次舉辦於2013年，吸引了一群關注臺灣歷史與社會正義的年輕人參與，旨在喚起公眾對二二八事件的歷史記憶，並揭露臺灣近代的國家暴力與不公義。活動創辦人藍士博提到，他曾在自由廣場參與過二二八紀念活動，發現參與者多為年長者，年輕人的參與度較低。因此，他希望透過音樂吸引更多年輕人關注二二八事件，並以現場展覽、短講等形式，加深大眾對該事件的理解。

## 主要活動
共生音樂節於每一年的2月28日舉辦，幾乎都在凱達格蘭大道進行。活動內容包含音樂表演、短講及人權市集，另設有展覽區，亦會邀請與二二八事件相關的講者進行「真人圖書館」活動。自第三屆以後，亦在每年2月28日前後舉辦過許多性質相異的推廣活動，例如：威權地景走讀、發放魷魚粥、互動式展覽、電影映後座談會、繪本朗讀等。

## 外部連結
- 共生音樂節的Facebook專頁